# Canthylidia venata
Canthylidia venata là một loài bướm đêm trong họ Noctuidae.